# Melissopalinologia

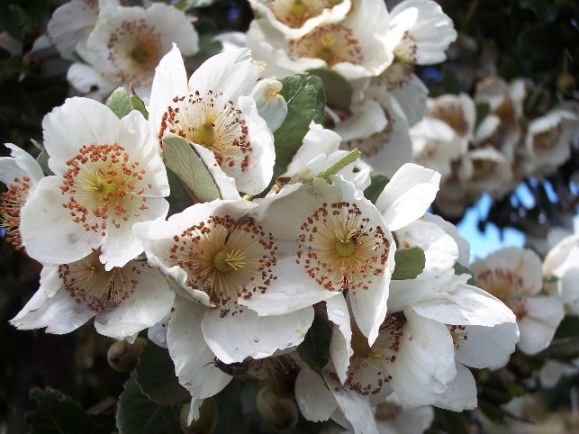
Fonte di nettare: fiori di Eucryphia cordifolia

La melissopalinologia è la disciplina scientifica che studia il polline presente nel miele, permettendo l'identificazione della provenienza botanica di tale polline.
Studiando il polline presente nel miele è possibile individuare l'origine geografica e il genere delle piante, dalle quali le api hanno prelevato il polline, sebbene il miele possa contenere anche pollini di piante anemofile trasportati dall'aria, spore e polvere attirata elettrostaticamente dalle api stesse.
Si tratta di una branca della palinologia (disciplina che studia i pollini) e il nome è composto con il termine greco per il miele (μέλι).
In tempi recenti, la melissopalinologia ha assunto notevole importanza nell'identificazione di frodi alimentari basate sulla falsa dichiarazione della composizione del miele.
Le informazioni ottenute dallo studio di un campione di miele (e di polline) sono utili quando si deve supportare l'indicazione di particolari fonti per il campione.
Le moderne mappe dei pollini nei mieli permettono di identificare il luogo di origine del prodotto principe delle api.
Il miele monoflorale derivato da una pianta particolare può avere maggior valore rispetto a quello derivato da molti tipi di piante, così come in funzione della regione di origine il valore può essere diverso.

## Descrizione
I due obiettivi principali della melissopalinologia sono la determinazione dell'origine geografica dei mieli e l'identificazione dei tipi.
In particolare, l'identificazione dei tipi si basa sulla presenza significativa di determinati tipi di grani di polline, come per esempio Eucryphia cordifolia.
Per la determinazione dell'origine botanica, si utilizzano metodi chimico-fisici, che includono la chemiometria dei parametri tipici (conduttività elettrica, HMF (HMF), pH, colore), l'analisi sensoriale, che può essere ottimizzata con composti di riferimento, l'analisi dei composti volatili (con o senza SPME).
Allo stato dell'arte attuale una combinazione di metodi chimico-fisici, palinologici e di analisi sensoriale permette una caratterizzazione completa del prodotto.
Senza dubbio, la purezza monoflorale si attesta mediante metodi organolettici.